# Eduardo Serrano Branat
Eduardo Serrano Branat (Oviedo, 11 de septiembre de 1854-Oviedo, 15 de noviembre de 1914) fue un abogado, catedrático, político y periodista español.

## Biografía
Nació en Oviedo el 11 de septiembre de 1854. Se le pusieron los nombres de Eduardo y Jacinto. Fueron sus padres Diego Serrano Sánchez, natural de La Solana (Ciudad Real) y Manuela Branat, natural de Oviedo. Falleció en Oviedo el 15 de noviembre de 1914, mientras aún estaba en activo como catedrático de Derecho Civil de la Universidad de Oviedo.

### Vida académica
Cursó el bachillerato en el Instituto de Oviedo. El 30 de septiembre de 1872 superó con la calificación de aprobado los ejercicios correspondientes al grado de bachiller en Artes. Le fue expedido el título de bachiller el 1 de diciembre de 1876. Estudió la licenciatura de Derecho Civil y Canónico en la Universidad de Oviedo. El 28 de septiembre de 1876 realizó en esa misma universidad los ejercicios correspondientes al grado de licenciado en Derecho Civil y Canónico, obteniendo la calificación de sobresaliente. Asimismo, consiguió el premio extraordinario de dicha licenciatura. Se le expidió el título de licenciado el 2 de marzo de 1877. En el año académico 1877-1878 cursó en la Universidad Central las asignaturas del doctorado en Derecho Civil y Canónico: Filosofía del Derecho y Derecho Internacional, Historia de la Iglesia y Legislación Comparada. El 12 de noviembre de 1879 verificó en la Universidad Central los ejercicios correspondientes al grado de doctor en Derecho Civil y Canónico, recibiendo la calificación de aprobado. Le fue expedido el título de doctor el 16 de diciembre de 1884. Al parecer, no llegó a publicar su memoria o discurso doctoral, que versó sobre el tema de la patria potestad. Fue dispensado de la investidura de doctor en virtud de una resolución dictada por la Dirección General de Instrucción Pública el 2 de diciembre de 1884.
Durante el curso 1877-1878 ejerció funciones de sustituto personal en la Facultad de Derecho de la Universidad de Oviedo, impartiendo docencia cuando los catedráticos no podían hacerlo por ausencia o enfermedad, y en los casos en que se producían vacantes de cátedras. En noviembre de 1880 fue nombrado profesor auxiliar gratuito de esa misma facultad, desempeñando las cátedras de «Teoría práctica de los procedimientos judiciales» y Práctica Forense durante el curso 1880-1881. Desde el año académico 1881-1882 hasta el de 1885-1886, continuó prestando servicios en la Facultad de Derecho de la Universidad de Oviedo como profesor auxiliar gratuito y sustituto personal, impartiendo docencia de diferentes asignaturas. En 1880 y 1882 realizó oposiciones a plazas de profesor auxiliar numerario, obteniendo en ambas ocasiones el número dos, lo que impidió su nombramiento. Finalmente, por Real Orden de 6 de junio de 1886, Serrano fue nombrado, en virtud de concurso, profesor auxiliar numerario de la Facultad de Derecho de la Universidad de Oviedo. Tomó posesión el 20 de mayo de 1886. Cesó el 4 de enero de 1889.
El 19 de julio de 1887 se convocaron unas nuevas oposiciones por las que Serrano fue nombrado catedrático de Derecho Procesal Civil, Penal, Canónico y Administrativo y «Teoría y práctica de redacción de instrumentos públicos» de la Universidad de Oviedo el 29 de diciembre de 1888. Tomó posesión el 5 de enero de 1889.
A causa de la entrada en vigor del Real Decreto de 26 de julio de 1892, la cátedra de Derecho Procesal que ocupaba Serrano fue suprimida, manteniéndose, con el nuevo nombre que preveía el Real Decreto mencionado (Procedimientos Judiciales, Práctica Forense y Redacción de Instrumentos Públicos), la otra cátedra de la disciplina que había en la Universidad de Oviedo, de la que era titular Juan María Rodríguez Arango y Murias. Mediante Real Orden de 28 de julio de 1892, Serrano fue destinado a cubrir la cátedra de «Derecho civil español, común y foral» de la Universidad de Oviedo, que estaba vacante. Por ello, el 30 de septiembre de 1892 cesó en el desempeño de la cátedra de Derecho Procesal, y el día siguiente, 1 de octubre de 1892, tomó posesión de su nueva cátedra de Derecho Civil.

### Otras actividades
El 24 de abril de 1878 se incorporó al Colegio de Abogados de Oviedo. Ejerció la abogacía desde entonces hasta su fallecimiento, alcanzando un notable prestigio en esa profesión. Desempeñó diversos cargos en la Junta de Gobierno del Colegio de Abogados de Oviedo: secretario contador desde 1881 hasta 1882, diputado cuarto desde 1884 hasta 1885 y bibliotecario entre 1885 y 1886. En 1898 fue elegido de esta institución, cargo que ejerció hasta 1902.
Desde el 19 de mayo de 1880 hasta el 12 de julio de 1880, desempeñó las funciones de promotor fiscal sustituto del Juzgado de Primera Instancia de Oviedo. El 12 de julio de 1880 fue nombrado abogado fiscal sustituto de la Audiencia Territorial de Oviedo. Cesó el 21 de febrero de 1881. En septiembre de 1885 superó unas oposiciones a secretario de gobierno de la Audiencia Territorial de Oviedo.
En su condición de miembro destacado del Partido Liberal, ocupó diversos cargos políticos. Fue elegido en varias ocasiones diputado provincial por el distrito asturiano de Infiesto-Laviana y en 1911 fue nombrado presidente de la Diputación Provincial de Oviedo, cargo que aún estaba desempeñando en 1914, al tiempo de sobrevenirle la muerte.
En 1890 fundó el periódico El Correo de Asturias junto con Emilio Martín González del Valle, los hermanos José y Marcelino San Román González y Aureliano Escotet Díaz Posada. Eduardo Serrano colaboró intensamente como redactor en ese periódico, en el que publicó numerosos artículos, muchos de ellos sin firma. Asimismo, llegó a ser director de dicho diario. En la necrología que el periódico El Pueblo Astur dedicó a Serrano el 16 de noviembre de 1914, se decía que era «el alma» de El Correo de Asturias, «pues él lo inspiraba, poniendo todos sus entusiasmos y energías en esa hoja volandera».
En 1910 Serrano fue nombrado Presidente del Consejo Provincial de Fomento de Oviedo. Fue vocal de la Junta de Instrucción pública de la provincia de Oviedo. También desempeñó diversos cargos administrativos en la beneficencia provincial asturiana, todos ellos debidos a nombramientos efectuados por la Diputación Provincial de Oviedo: escribiente del hospicio provincial desde el 28 de julio de 1873 hasta el 11 de enero de 1881, en que fue nombrado secretario-contador del mismo hospicio, cesando en este cargo el 22 de agosto de 1883, para tomar posesión del de administrador-depositario del hospital provincial de Oviedo, que sirvió hasta ser nombrado en 1886 profesor auxiliar numerario de la Facultad de Derecho de la Universidad de Oviedo. En virtud de Real Decreto de 15 de agosto de 1913, se concedió a Serrano la Gran Cruz de la Orden Civil del Mérito Agrícola.

## Obras
- La patria potestad según el derecho general y especialmente según el Derecho civil español, que es su memoria o discurso doctoral, leído en la Universidad Central el 12 de noviembre de 1879, y que, según parece, quedó inédito. Se conserva un ejemplar manuscrito en el expediente personal de Eduardo Serrano custodiado en el Archivo Histórico Nacional.[1]
- Discurso leído en la solemne apertura del curso académicos de 1889 a 1890: Principios generales del Derecho procesal civil y penal; importancia, naturaleza, extensión y límites de esta ciencia, Oviedo, 1889.[1]
- Alegación en Derecho a favor de D. Carlos Palacio y Fernández Arango tutor de su hermana la incapacitada doña Luisa en el pleito promovido contra los Vocales del Consejo de Familia que acordaron la remoción del tutor, Oviedo, 1901.[1]
- Programa de la asignatura de derecho civil español: común y foral, precedido de un breve razonamiento del mismo, Oviedo, 1910.[1]
- Programa de la asignatura de derecho civil español, común y foral: primer curso, Oviedo, 1911.[1]
- Prólogo a la obra La industria hullera española y el abastecimiento de la Escuadra. Extracto de una parte del libro Los carbones nacionales y la Marina de Guerra, escrito por el Ilmo. Sr. D. Luis de Adaro, formado según acuerdos de la Excma. Diputación Provincial de Oviedo y de la Sociedad Unión Industrial de Asturias por Eduardo Serrano y Branat, Oviedo, 1912.[1]